# Karadjordjes schnitzel
Karadjordjes schnitzel är en serbisk maträtt uppkallad efter den serbiska prinsen Karađorđe Petrović. Schnitzeln består av rullat kalvkött eller fläskkött som fylls med kajmak (färskost), därefter paneras och steks köttet. Maten serveras oftast med rostad potatis och tartarsås. I vissa fall kallas även maträtten för Jungfrudröm efter sin form liknande en fallossymbol.